# Междоусобная война в Московской Руси (1425—1453)
Междоусобная (феодальная) война в Московской Руси — война за московское великое княжение между потомками Дмитрия Донского, продолжавшаяся с 1425 по 1453 год. Основные участники — московский князь Василий Васильевич (Василий II Тёмный), с одной стороны, и его дядя Юрий Дмитриевич (князь звенигородский и галичский) со своими сыновьями Василием Косым и Дмитрием Шемякой, с другой стороны. Великокняжеский престол несколько раз переходил из рук в руки.
Основными причинами войны были: усиление противоречий среди русских князей в связи с выбором путей и форм централизации государства в обстановке татарских набегов и литовской экспансии; политическое и экономическое сплочение княжеств. Результатом стала ликвидация большинства мелких уделов в составе Московского княжества и укрепление власти великого князя. Последняя междоусобная война на Руси и одна из последних в Европе.

## Василий II против Юрия Дмитриевича (1425—1433)

### Первый этап борьбы

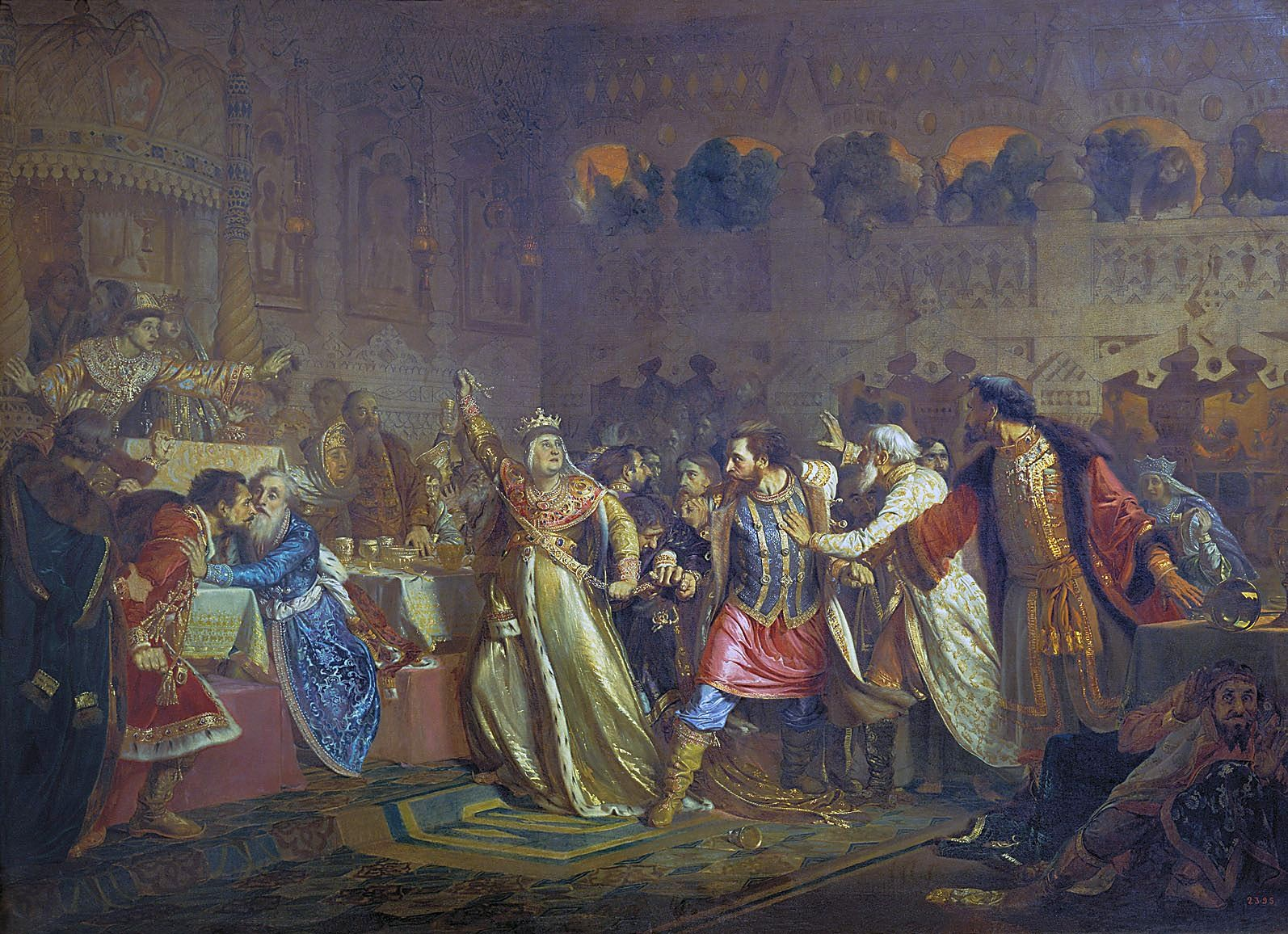
В 1861 году П. Чистяков изобразил событие, ставшее поводом для вооружённых действий: Софья Витовтовна срывает драгоценный пояс с Василия Косого на свадьбе своего сына.

В 1389 по завещанию Дмитрия Донского своим детям, в случае смерти Василия I Дмитриевича наследником назначался брат последнего, Юрий Дмитриевич. Сам же Василий I в своем завещании (1423) отдавал жену и сыновей под защиту Витовта.
После смерти 27 февраля 1425 года Василия I Юрий, отправившийся было в Москву по приглашению митрополита Фотия для присяги новому князю, сыну Василия I Василию II, переменил своё решение, повернув обратно около Галича Мерьского. Показав тем самым непослушание московским властям, Юрий вступил в борьбу со своим племянником за московский престол, предъявив свои права на великое княжение в соответствии с завещанием Дмитрия Донского. Подобное решение было продиктовано не только личными амбициями Юрия Дмитриевича, но и желаниями удовлетворить претензии двух его старших сыновей — Василия Косого и Дмитрия Шемяки, каждый из которых желал для себя новых приобретений. Юрий Дмитриевич обладал большим авторитетом в землях Северо-Восточной Руси, а его личные владения (Звенигород, Вятка, Галич, Руза) находились в стадии экономического подъёма. Всё это объективно способствовало дальнейшим успехам князя в борьбе за великое княжение. Стратегическим центром, в котором были сосредоточены его силы, князь избрал отдалённый Галич. Для подготовки к предстоящей борьбе князь заключил перемирие с Василием II до Петрова дня (29 июня). За время перемирия Юрий, как и его соперник, усиленно готовился к будущей войне. Весной князь созвал собрание жителей со всей своей вотчины, которое одобрило желание князя вести борьбу с Василием II.
Василий же, объединив силы со своими дядьями (братьями Юрия) Андреем, Петром и Константином Дмитриевичами, не дожидаясь окончания перемирия выступил к Костроме, которая должна была стать опорным пунктом для наступления на Галич. Узнав о приближении противника, Юрий по одной из версий бежал в Нижний Новгород. Не желая закрепления князя в этом крупном волжском городе, против него был послан его брат Андрей Дмитриевич с 25-тысячной армией. Андрей, однако, повернул назад, не дойдя до расположения сил Юрия. В это же время митрополит Фотий безуспешно пытался примирить Юрия с великим князем. По приезде Фотия в Галич Юрий организовал демонстрацию единения всего населения Галицкого княжества со своим князем. Тем не менее, демонстрация должного эффекта не произвела, а Фотий продолжал настаивать на заключении мира. Юрий был согласен на перемирие для сбора сил и переговоров в Орде. После провала первой попытки переговоров Юрий сумел заключить мирное соглашение с Фотием и отправил двух своих бояр к великому князю. По соглашению, заключённому боярами в Москве, Юрий обязан был «не искати княжениа великого собою».
Новое обострение борьбы было связано со смертью дмитровского князя Петра Дмитриевича. Юрий Дмитриевич, как и его противник, претендовал на Дмитров, однако удел умершего князя был присоединён к Москве. Тем не менее, стороны вскоре пришли к соглашению, и Юрий 11 марта 1428 года подписал с Василием II докончание, в котором признал племянника «старшим братом».

### Возобновление борьбы
Василий I в своём завещании (1423) отдавал жену и сыновей под защиту своего тестя, великого князя Литовского Витовта, и после смерти Василия I (1425) Софья в 1427 официально передала Московское княжество под руку Витовта, который примерно в это же время заключил договоры с князьями тверским (1427), рязанским (1427) и пронским (1428), согласно которым они становились его вассалами. Самым крайним восточным владением Витовта была Тульская земля, которая передавалась ему по договору с рязанским князем Иваном Фёдоровичем.
После смерти в 1430 году Витовта, деда Василия II, против последнего выступила коалиция удельных князей во главе с его дядей — князем Звенигородским Юрием Дмитриевичем и его сыновьями Василием Косым и Дмитрием Шемякой. Зимой 1430 года Юрий Дмитриевич разорвал мирные отношения с Василием II. Против Юрия был выслан князь Константин Дмитриевич с крупными силами, однако Юрий вновь бежал в Нижний Новгород, где расположил свои силы. Заняв позиции на реке Суре, Юрий стал ждать приближения противника, однако Константин, подойдя к реке, не сумел переправиться на противоположный берег, а затем повернул в Москву. После ухода противника Юрий вернулся в Нижний Новгород, а затем перебрался в Галич. Со смертью митрополита Фотия — союзника Василия II — Юрию открылись новые перспективы в войне.

Осенью 1431 года вместе Юрий и Василий II отправились с дарами в Орду получить ярлык у ордынского хана Улу-Мухаммеда. Не желая терпеть бесчестья от даруги Минбулата, расположенного к Василию, Юрий вместе с ордынским вельможей Тегинёй (Тегине-Бей) отправился в Крым, где провёл с ним всю зиму. Весной Юрий вместе с Тегинёй вернулся из Крыма. Споры между Юрием и Василием при активном участии хана возобновились. В конце концов в следующем, 1432 году усилиями боярина Всеволожского ярлык на великое княжение достался Василию. Однако под давлением Тегини ярлык на княжение в Дмитрове хан отдал Юрию. В докончании от 1433 года Юрий Дмитриевич признал исключительное право великих князей в сношениях с Ордой.
Василий так и не отдал Юрию Дмитровский удел, посадив там своих наместников. Юрий не желал уступать Дмитров без борьбы, и лишь искал повод для начала войны. В то же время к нему бежал боярин Иван Дмитриевич Всеволожский, недовольный тем, что великий князь осенью 1432 года обручился с сестрой серпуховского князя Василия Ярославича Марией (сам Всеволожский планировал женить великого князя на одной из своих дочерей).
8 февраля 1433 года на свадьбе Василия II его мать Софья Витовтовна публично сорвала с сына Юрия, Василия Косого, драгоценный пояс, по её утверждению, ранее якобы предназначавшийся Дмитрию Донскому в качестве приданого во время его женитьбы на Евдокии Дмитриевне, но подменённый. Возможно, история с внезапно обнаруженным спустя 65 лет золотым поясом была выдумана Софьей и её окружением из мести к Ивану Всеволожу, влиятельному московскому боярину, перебежавшему на сторону Юрия Дмитриевича — вскоре после ссоры на пиру по приказу великого князя Всеволож был ослеплён.
Оскорблённые Юрьевичи немедленно ушли к отцу в Галич, по дороге из мести разграбив Ярославль, вотчину Василия Васильевича. Юрий Дмитриевич в поддержку своих сыновей выступил с отрядами галичан к Москве. В решающем сражении на реке Клязьме 25 апреля 1433 года Юрий Дмитриевич разгромил своего племянника Великого князя Василия и занял Москву. Василий бежал в Тверь, затем в Кострому. Юрий отдал ему в удел Коломну и сел княжить в Москве. Однако москвичи не поддержали Юрия: московские бояре и служилые люди стали перебегать в Коломну; к ним присоединились и оба сына Юрия, Василий и Дмитрий, поссорившиеся с отцом. Юрий предпочёл примириться с племянником, вернув ему великокняжеский стол. Однако последовавшие затем преследования Василием бывших противников привели к выступлению в 1434 году против Василия сначала сыновей Юрия (в битве на берегу реки Кусь Юрьевичи взяли верх), а потом (после разгрома москвичами Галича) и его самого. В марте Василий был разбит под Ростовом близ села Никольского на реке Устье, Юрий вновь занял Москву, но уже в июне умер (как полагали был отравлен), завещав Москву сыну Василию.

## Василий II против Василия Юрьевича (1434—1436)
Хотя Василий Юрьевич и объявил себя великим князем, но младшие братья его не поддержали, заключив мир с Василием II, по которому Дмитрий Шемяка получил Углич и Ржев, а Дмитрий Красный — Галич и Бежецк. При приближении сил соединённых князей к Москве, Василий Юрьевич, забрав казну отца, бежал в Новгород. Пробыв в Новгороде месяца полтора, пошёл в Заволочье, потом в Кострому и вышел в поход на Москву. Разбитый 6 января 1435 года на берегу реки Которосль между сёлами Козьмодемьянским и Великим близ Ярославля, он бежал в Вологду, откуда явился с новыми войсками и пошёл к Ростову, по пути взяв Нерехту. Василий Васильевич сосредоточил свои силы в Ростове, а его союзник, ярославский князь Александр Фёдорович встал под Ярославлем, не пуская к городу часть войск Василия Юрьевича, пошедших взять его — в результате попал в плен вместе с княгиней, за них был дан большой выкуп, но отпущены они были не сразу. Василий Юрьевич думал застать Василия Васильевича врасплох, но тот выступил из Ростова и занял позицию в селе Скорятино, затем разбил войска противника в битве на реке Черёхе (14 мая 1436 года), а сам Василий Юрьевич был взят в плен и ослеплён, за что прозван Косым (умер в 1448 году). Василий II освободил Дмитрия Шемяку, содержавшегося в Коломне, и вернул ему все владения, к которым, после смерти Дмитрия Красного в 1440 году, присоединились Галич и Бежецк.

## Василий II против Дмитрия Юрьевича (1436—1453)

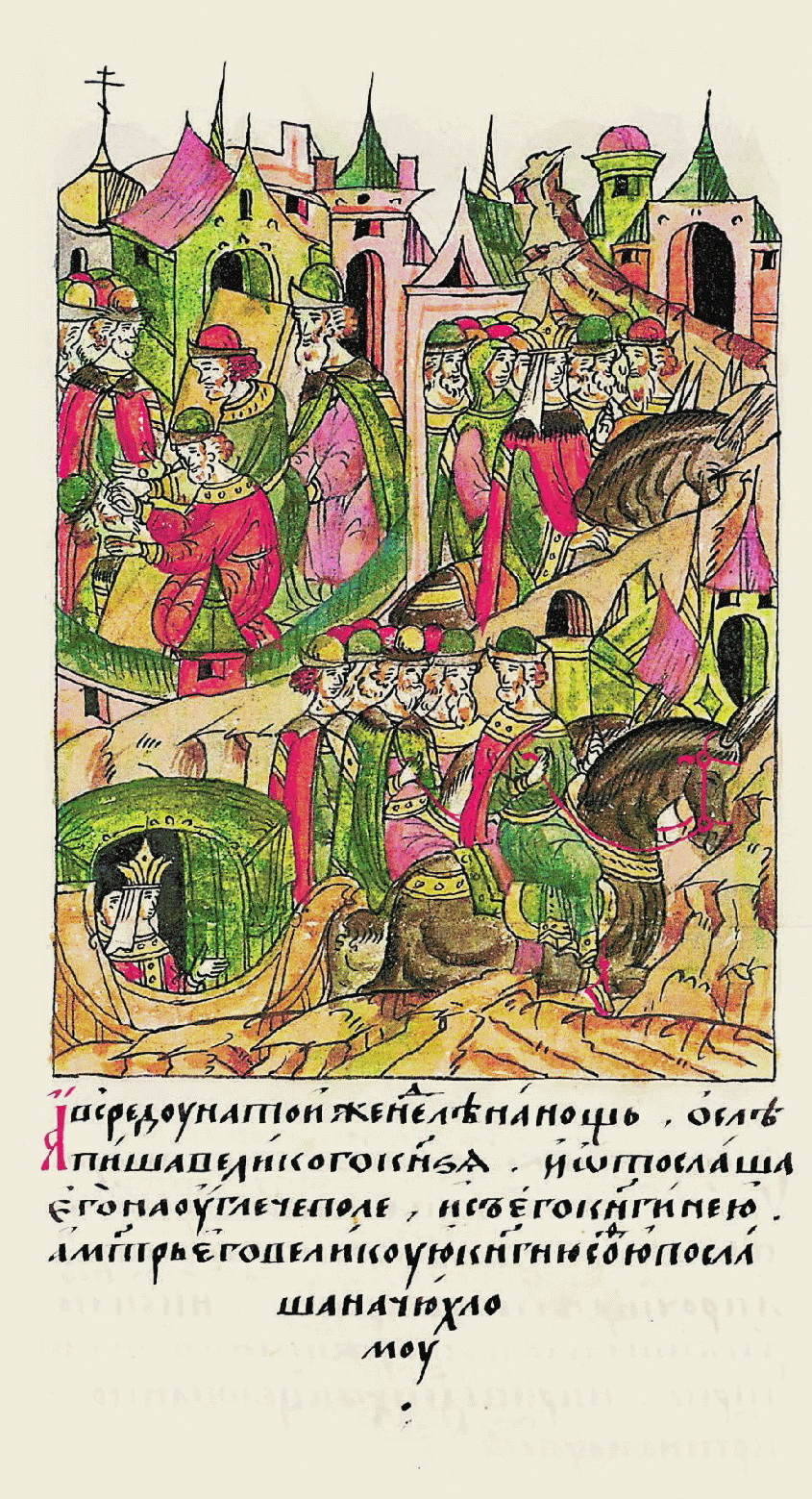
Ослепление Василия Васильевича. Миниатюра из летописного свода XVI века.

После того, как в 1445 году в битве под Суздалем сыновья казанского хана Улу-Мухаммеда разбили московское войско и взяли в плен Василия II, власть в Москве, согласно традиционному порядку наследования, перешла к Дмитрию Шемяке. Но Василий, пообещав хану выкуп, получил от него войско и вернулся в Москву, а Шемяка вынужден был покинуть столицу и удалиться в Углич. Но на сторону Дмитрия перешли многие бояре, купцы и представители духовенства, возмущённые «ордынским полководством» Василия Тёмного, и в 1446 году при их поддержке Дмитрий Шемяка стал московским князем. Затем он с помощью Ивана Андреевича Можайского пленил в Троицком монастыре Василия Васильевича и — в отместку за ослепление своего брата и обвинив Василия II в благосклонности к татарам — ослепил, за что Василий II был прозван Тёмным, и отправил в Углич, а затем в Вологду. Но вновь к Василию Тёмному стали приезжать недовольные Дмитрием Шемякой, помощь оказали князья Борис Александрович (тверской), Василий Ярославич (боровский), Александр Фёдорович (ярославский), Иван Иванович (стародубско-ряполовский) и другие. 25 декабря 1446 года, в отсутствие Дмитрия Шемяки, Москва была занята войсками Василия II. 17 февраля 1447 года Василий Тёмный торжественно въехал в Москву. Дмитрий, находившийся в это время у Волоколамска, вынужден был начать отступление от Москвы — ушёл в Галич, а затем в Чухлому. Позже Дмитрий Шемяка безуспешно продолжал бороться с Василием Тёмным, потерпев поражения под Галичем, а затем под Устюгом.
В 1449 году Василий II заключил с польским королём и великим князем Литовским Казимиром IV мирный договор, подтверждающий московско-литовские границы и обещание не поддерживать внутриполитических противников другой стороны, также Казимир отказывался от претензий на Новгород. В 1452 году Дмитрий был окружён войском Василия Тёмного, потерял владения, бежал в Новгород, где умер (по летописным данным отравлен людьми Василия II) в 1453 году. В 1456 году Василий II смог навязать Новгороду неравноправный Яжелбицкий мирный договор.